# Fischkombinat Rostock
Das Fischkombinat Rostock war ein in Rostock ansässiger volkseigener Betrieb, der die gesamte Hochseefischerei der DDR betrieb. Im Kombinat waren zahlreiche Fischfang-, Verarbeitungs- und Handelsbetriebe zusammengefasst. Der Heimathafen der Hochseefischereiflotte der DDR lag im Rostocker Stadtteil Marienehe. 
Zeitweilig gehörten zum Fischkombinat über 8000 Beschäftigte, davon über 4000 beim fahrenden Personal. Das Kombinat war direkt dem Ministerium für Bezirksgeleitete Industrie und Lebensmittelindustrie unterstellt. Weitere zentralgeleitete Kombinate im Zuständigkeitsbereich dieses Ministeriums können in der Liste von Kombinaten der DDR eingesehen werden.

## Geschichte

### 1945 bis 1949
Nach dem Ende des Zweiten Weltkriegs wurde wegen des Mangels an Nahrungsmitteln mit dem durch die sowjetische Besatzungsmacht erlassenen Befehl Nr. 11 vom 11. Januar 1946 die Voraussetzung für das Wiederbeleben des Fischfangs auf der Ostsee für ostdeutsche Fischer geschaffen. Den Fischern wurde gestattet, wieder über die Küstenzonen hinauszufahren. Die große Schwierigkeit lag in der östlichen Ostsee darin, dass hier vor dem Krieg keine Hochseefischer ansässig waren und damit keine hochseetauglichen Schiffe und Ausrüstungen existierten, lediglich einige kleine Fischhallen aus der Zeit von 1919 bis 1925 gab es im Rostocker Stadthafen. Hochseefischerei wurde ausschließlich von nordwestdeutschen Häfen aus betrieben. So wurden mühsam kleine Fischereifahrzeuge wieder repariert.
Im Februar 1946 erfolgte die Gründung der Abteilung Fischwirtschaft der Verwaltung für Handel und Versorgung. Die Befugnisse zur Fischerei wurden auf die Landräte und Bürgermeister übertragen. Die Landesregierung setzte Verantwortliche für die Fischerei ein, Fischereiaufsicht und andere Verwaltungen für die Fischerei wurden gegründet und am 1. Februar 1946 hatten alle Fischer einen Fangplan erhalten, in dem das Plansoll festgelegt war. Aufkaufstellen entstanden, deren Pflicht es war, den Fang der Fischer zu erfassen und die Bevölkerung mit Fisch zu versorgen. Erste Genossenschaften bildeten sich, die Brennstoff und Betriebsmaterial beschafften und verkauften und Fisch verarbeiteten. Die Fänge fielen wegen der fehlenden Technik gering aus, wurde doch meist mit Stellnetzen und Angeln gearbeitet, selten mit Schleppnetzen.
Der Befehl Nr. 233 der SMAD vom Oktober 1947 legte den Bau von 50 neuen Kuttern fest, nur drei konnten jedoch zum vorgegebenen Termin fertiggestellt werden. 1948 erfolgte ein neuer Befehl, zwanzig Kutter zu bauen. Am 7. Februar 1949 wurden in Saßnitz zwölf Kutter in Volkseigentum überführt, die vorher dem genossenschaftlichen Fischwirtschaftsverband gehörten und auf dem Dänholm bei Stralsund lagen. Dazu wurden elf Kutter aus Westdeutschland gekauft. Die Kutter bildeten die Flotte des am 1. Januar 1949 gegründeten VEB Ostseefischerei Mecklenburg mit Sitz in Saßnitz. Am 1. Mai 1949 wurde die VVB Fischwirtschaft Saßnitz gebildet. Sie unterstand der Deutschen Wirtschaftskommission für die volkseigene Industrie in Berlin und war für die volkseigene Fischerei und Fischverarbeitung zuständig. Im Jahr 1949 lag die Fangmenge der ostdeutschen Seefischerei bei 2000 Tonnen.
Schnell wurde klar, dass mit den kleinen und veralteten Kuttern die hochgesteckten Planziele nicht erreicht werden konnten. Am 17. November 1949 kam vom Rostocker Rat der Stadt der Vorschlag, auf dem Gelände der zerstörten und demontierten Ernst Heinkel Flugzeugwerke in Marienehe einen Hafen und Betrieb für Hochseefischerei zu errichten. Wegen der günstigen Bedingungen an der Unterwarnow für den Bau eines Hafens wurde dem Vorschlag entsprochen und die Standorte Wismar und Stralsund verworfen. Das Gelände wurde beräumt, eine Fischhalle und eine Reparaturwerkstatt für die Schiffe gebaut, die Baggerarbeiten für den Hafenausbau begannen.

### 1950 bis 1959

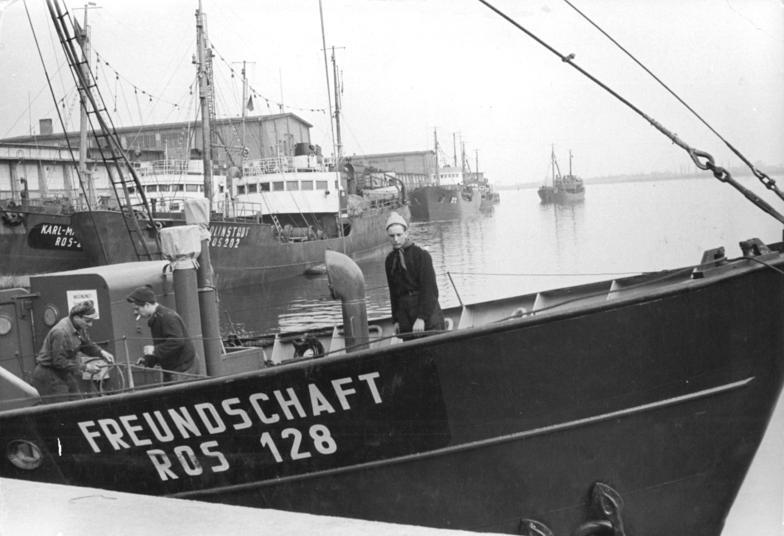
Logger im Fischereihafen 1956

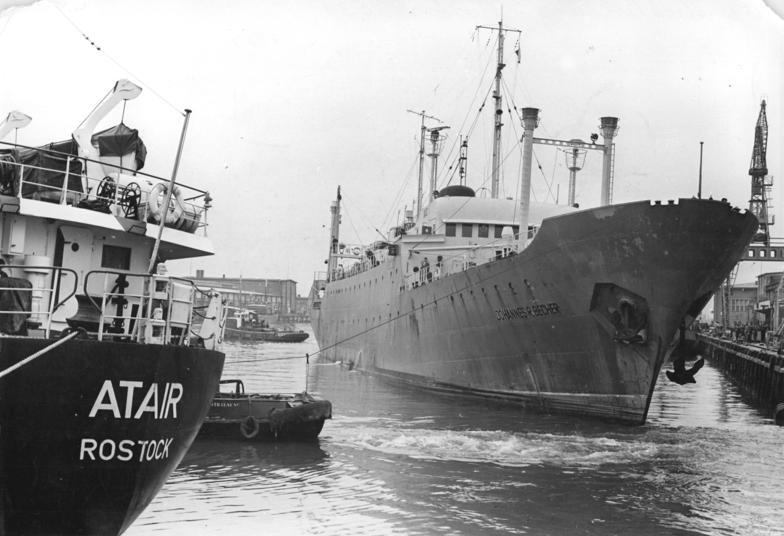
Fang- und Verarbeitungsschiff 1964

1950 wurde der VEB Hochseefischerei Rostock gegründet und erhielt vier Logger, die vorübergehend in Saßnitz festmachen mussten. Erstmals wurde am 19. Juni 1950 ein Fang in Rostock am Bramower Schlachthof gelöscht.
Im März 1951 ging die neue Eisfabrik in Betrieb, sie lieferte 50 Tonnen Eis pro Tag. Der erste äußere Abschnitt des Rostocker Fischereihafen und die erste Fischhalle ging am 1. Mai 1951 in Betrieb, der zweite am 28. Juni 1952. Im Sommer 1951 fuhren die Logger erstmals in die Barentssee. Am 1. September 1951 nahm die Betriebsberufsschule BBS John Schehr den Lehrbetrieb auf, am 1. Februar 1952 konnte das neue Berufsschulgebäude bezogen werden und im März begann der Bau eines Lehrlingswohnheimes. Das fahrende Bordpersonal wurde hier ausgebildet als Vollmatrose der Hochseefischerei wahlweise auch in einer Berufsausbildung mit Abitur, die benötigten nautischen und technischen Schiffsoffiziere erwarben ihr entsprechendes Befähigungszeugnis an der Ingenieurhochschule für Seefahrt Warnemünde/Wustrow als B-Patente für die Hochseefischerei und als C-Patente für den Maschinendienst.
Die offizielle Bezeichnung VEB Fischkombinat Rostock erhielt der Betrieb im September 1952. Auch der ehemalige Betrieb VEB Fischwirtschaft Saßnitz wurde in VEB Fischkombinat Saßnitz umbenannt. Beide Betriebe gehörten zur 1954 gegründeten VVB Hochseefischerei Rostock.
Mit der Indienststellung einer Serie von sechs Seitentrawlern mit stärkeren Dieselmotoren und größeren Laderäumen ab 1. Juni 1952 konnte nun vor Island gefischt werden. 1953 wurde eine Fischmehlfabrik gebaut. Weitere Betriebsgebäude kamen hinzu: im Mai 1954 nahmen eine neue Eisfabrik mit einer Kapazität von 200 Tonnen je Tag und eine Salzerei den Betrieb auf, Sozialgebäude wie ein Kulturhaus und ein Betriebsambulatorium kamen dazu. 1955 konnte die Fangleistung mit weiteren 14 Schiffen erhöht werden, sie lag bei 50.200 t Seefisch.
Mit dem 1956 erfolgten Bau eines Kühlhauses mit einer Kapazität von 5000 Tonnen und einer Filetierabteilung für Rundfisch wurde auch die Verarbeitungslinie erweitert. Ab Frühjahr 1958 begann die Fischerei im Nordwestatlantik vor Westgrönland, Reisen waren jetzt bis zu einer Dauer von 33 Tagen möglich. Ab 1959 fischte man in der Nordsee mit der Zweischiff-Schleppnetz-Technologie. Mit der Indienststellung des ersten Fang- und Verarbeitungsschiffes am 31. März 1960 und bis 1966 von zwölf weiteren dieser Schiffe wurde es möglich, den Fisch bereits auf hoher See zu verarbeiten. Durch die Übergabe des Fisches mittels Schwimmsteerten begann 1960 die industrielle Flottillenfischerei.

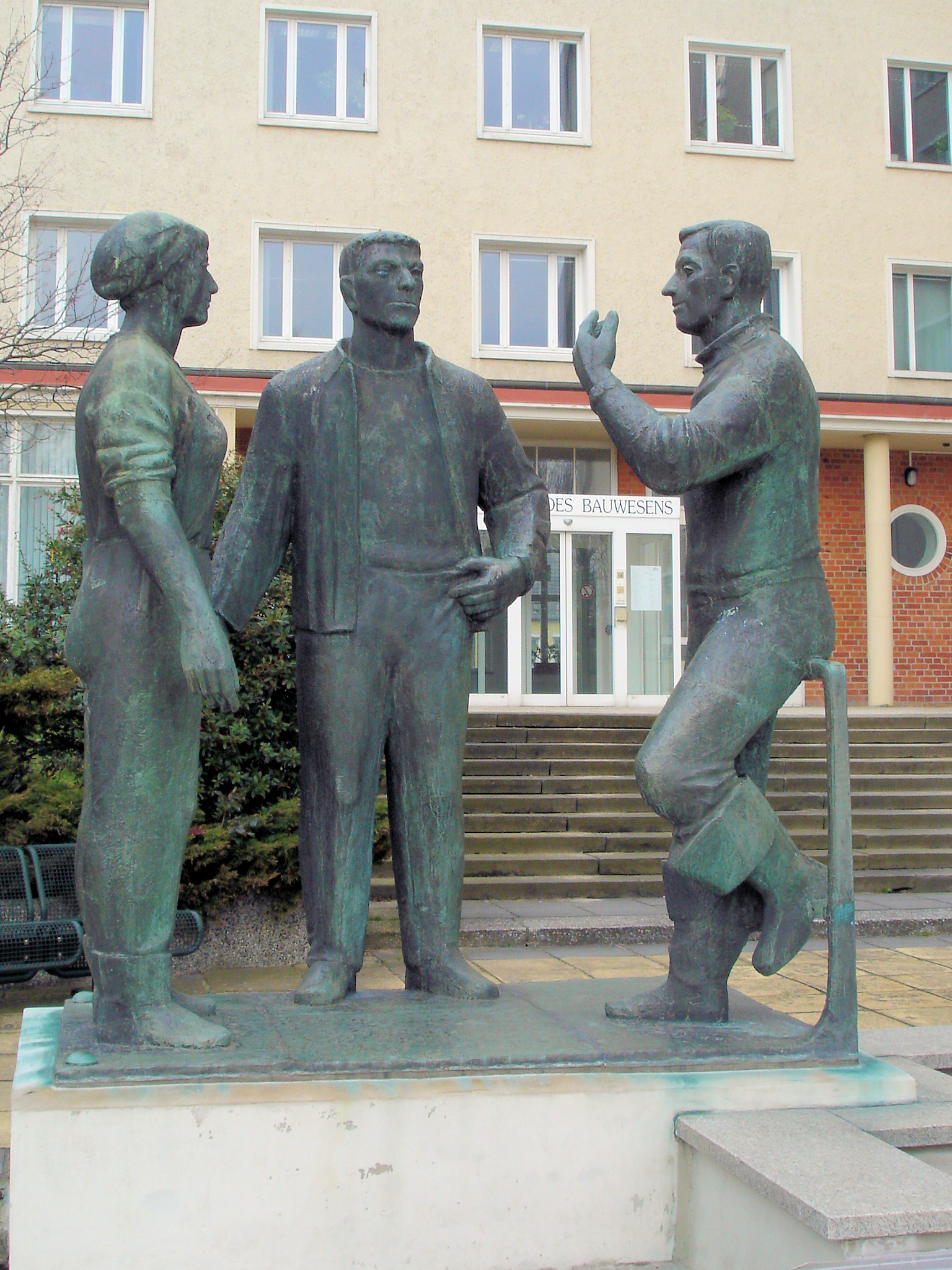
Skulptur „Fischer im Gespräch“ vor dem ehemaligen Haus der Hochseefischer

Am 30. Juni 1959 wurde mit dem Haus der Hochseefischer am Holbeinplatz ein komfortables Hotel für die Fischer fertiggestellt, die im Heimathafen Zeit verbringen mussten.

### 1960 bis 1989

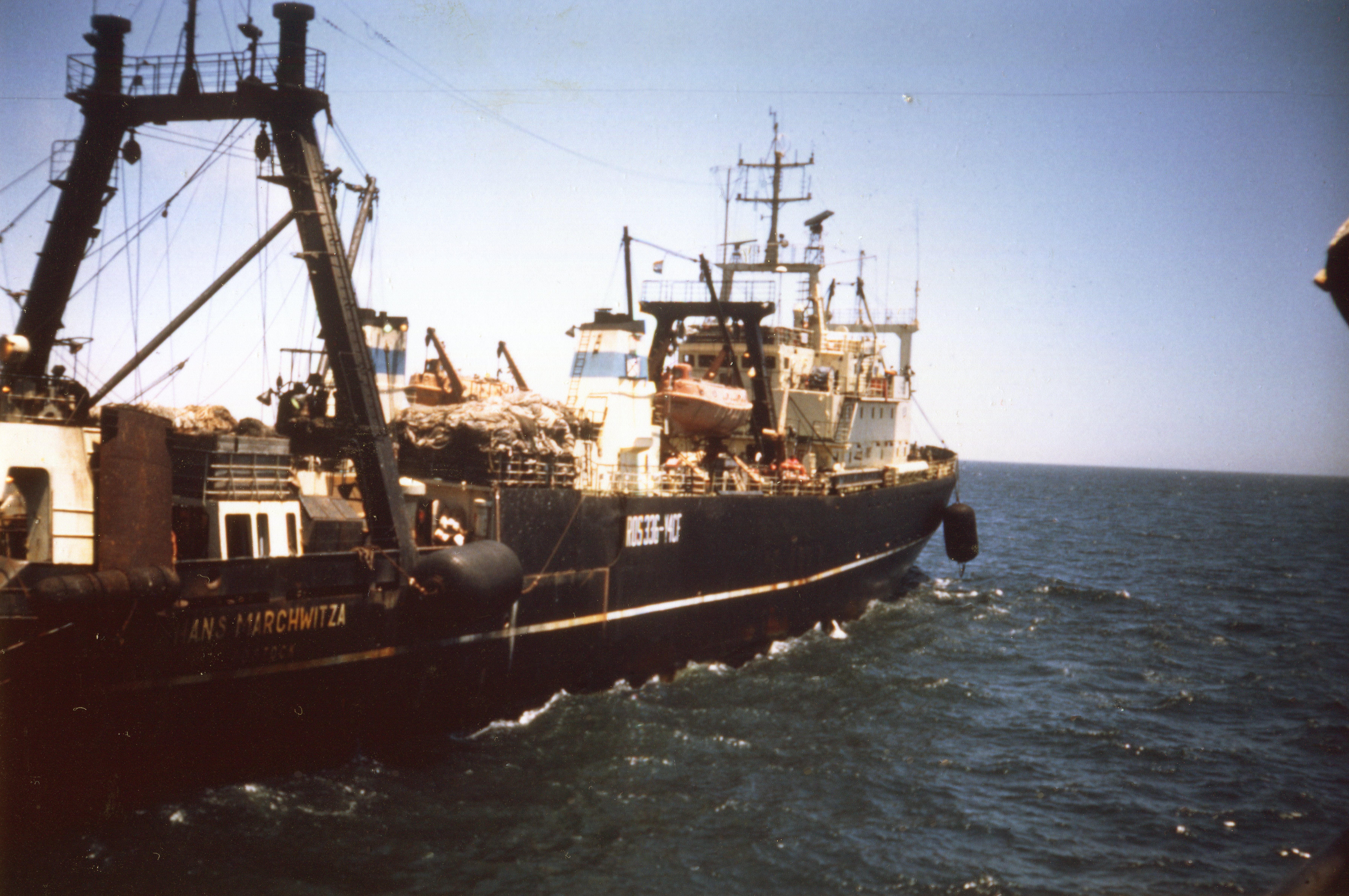
Atlantik-Supertrawler ROS 336 Hans Marchwitza im Südatlantik (1990)

Zwischen 1960 und 1966 erhielt das Kombinat 13 Fang- und Verarbeitungsschiffe mit drei verschiedenen Typen, die ca. 700 bis 1800 Tonnen Fisch verarbeiten und tiefgefrieren konnten. Durch die Kombination von Fang und Verarbeitung war auch der Fischfang in entlegenen Gewässern möglich.
Ende 1964 begann die Fischerei vor Nordwestafrika, am 1. August 1966 erkundete ein erstes Schiff das Fanggebiet Südwestafrika. Die Hafen- und Verarbeitungsgebäude wurden mit Taklerei, Netzboden, Versorgungslager, Reparaturbereich und Kühlhaus erweitert. Am 3. Juli 1967 begann die Fischerei auf der Georgesbank vor der Ostküste der USA. Nun fuhren für das Fischkombinat 101 Schiffe, der höchste Bestand der je erreicht wurde. Im Herbst 1968 wurden Fangmöglichkeiten vor der argentinischen Küste erkundet.
Das seinerzeit zum Fischkombinat Rostock gehörende Institut für Hochseefischerei und Fischverarbeitung, dessen Direktor von 1960 bis 1969 Hermann Schneider war, unterstützte mit Blick auf Fangmöglichkeiten und Fangergebnisse die Entwicklung des Fischereiunternehmens. Hierzu überliefert sind Werke von Direktor Schneider über die Trawlerflotte der DDR (1961), zu aktuellen Entwicklungen in der Hochseefischerei (1964), das Kapitel Entwicklung der Fischwirtschaft der DDR sowie auch Schneiders Dissertation aus 1968/1969 mit dem Titel Untersuchung über die Verteilung von Loggereinheitsfängen für Fangplatzanalysen und für die Beurteilung des Eintreffens von Fangprognosen zum Dr. rer. oec. an der Ingenieurökonomischen Fakultät der Universität Rostock.
1971 wurde der seit 1954 selbstständige Fischverarbeitungsbetrieb Rostock-Marienehe in das Kombinat eingegliedert.
Das höchste Fangergebnis wurde 1971 mit über 223.000 Tonnen erreicht. Die Fang- und Verarbeitungsschiffe kamen nur noch selten in die heimatliche DDR, der Fang wurde im Ausland gelöscht und für Devisen verkauft. Schiffe blieben bis zu zwei, manchmal drei Jahren in der Ferne, die Besatzungen wurden auf dem Luftweg ausgetauscht. Im Sommer 1972 passierte erstmals ein Fischereischiff den Panamakanal und fischte im Nordostpazifik. Ab Herbst 1977 wurden Fangplätze im Indischen Ozean vor der jemenitischen Küste aufgesucht und im Herbst 1978 begann man mit der Garnelenfischerei vor Mosambik. Probleme bereitete die Ausweisung von 200-Seemeilen-Zonen von Küstenstaaten, die bisherige Fanggebiete zunehmend einschränkten. Um weiter dort fischen zu können, waren Lizenzen zu erwerben.
1978 wurden beide Betriebe in VEB Fischfang Rostock und VEB Fischfang Saßnitz umbenannt, die VVB Hochseefischerei Rostock nunmehr in VEB Fischkombinat Rostock. Ab 1984 wurde das Fischkombinat Rostock über den Stammbetrieb VEB Fischfang Rostock geleitet. 1980 erfolgte die Gründung des Außenhandelsbetriebs Fischimpex. Daneben gehörten neun Fischverarbeitungsbetriebe, das Institut für Hochseefischerei und Fischverarbeitung, das Ingenieurbüro Stralsund, die Metallaufbereitung Richtenberg und der Fischgroßhandel Berlin zum Kombinat. Die DDR-Hochseefischerei wurde vom Staat mit dreistelligen Millionenbeträgen jährlich subventioniert. Die Fangmenge lag 1980 bei 185.600 Tonnen, 1985 bei 131.300 t und 1989 bei 111.400 t.

### Ab 1990
Nach der politischen Wende fanden 1990 Beratungen von Fachgruppen der Fischwirtschaft beider deutscher Staaten in Rostock und Cuxhaven statt. Im Ergebnis beendete der Betrieb am 30. Juni 1990 seine Existenz. Zu dem Zeitpunkt waren 8309 Arbeitnehmer, darunter 4350 seefahrendes Personal, im Kombinat beschäftigt. Der VEB Fischkombinat Rostock wurde am 1. Juli 1990 privatisiert und in fünf GmbH aufgeteilt, das Kombinat wurde zur Deutsche Fischwirtschaft AG, am 2. August 1990 wurden als weitere Unternehmen die Rostocker Fischereihafen GmbH (RFH) in Marienehe und die Ostsee-Fisch GmbH gegründet (später umbenannt in Rügen Fisch), am 15. November 1990 folgte die Rostocker Fischfang-Reederei GmbH.

## Dokumentarfilme
Die Arbeit auf den Schiffen des Fischkombinates Rostock wurde im Film dokumentiert: Vom Alex zum Eismeer, Dokumentarfilm, Mit dem (Seiten-)Trawler ROS 206 MS Guben unterwegs von der Ostsee in die Barents-See, Regie: Karl Gass, 1954, DEFA Studio für Wochenschau und Dokumentarfilme.
Die Arbeit der Fischer auf den größeren Schiffen mit der weiter entwickelten Technik der Heck-Trawler wurde ebenfalls in den späteren Dokumentarfilmen Mit DDR-Fischern im Atlantik veranschaulicht.
In einer Zeitreise im Jahre 2020 anlässlich „70 Jahre Rostocker Fracht- und Fischereihafen“ in Rostock-Marienehe wurde die 40-jährige Geschichte des Fischkombinat Rostock von MV1 mit historischen Aufnahmen eingeordnet und dokumentiert. Ebenfalls dargestellt wurde die heutige Entwicklung zu Rostocks Hafen mit dem zweitgrößten Umschlag als Fracht- und Fischereihafen und als Standort eines neuen Gewerbeparks mit Unternehmen und Institutionen, etwa dem „Institut für Ostseefischerei“ des Johann Heinrich von Thünen-Instituts (bis 2008 Teil der Bundesforschungsanstalt für Fischerei).

## Museumsschiffe
Mit dem Seitentrawler Gera (ROS 223) sowie dem KTS Stubnitz (ROS 701) sind zwei Schiffe der ehemaligen Flotte des VEB Fischkombinat Rostock als Museumsschiffe in Bremerhaven und Hamburg erhalten.
Der 1961 von der Peene-Werft Wolgast gebaute Seitentrawler mit Eisklasse ROS 224 Görlitz wurde umbenannt und umgewidmet zum Ausbildungsschiff Störtebeker der Ingenieurhochschule für Seefahrt Warnemünde/Wustrow bzw. der Universität Rostock. Auf dem Schulschiff erhielten die nautischen und technischen Studiengänge der Schiffsoffiziere die bordpraktische universitäre Ausbildung im jeweils zu absolvierenden Seepraktikum.

## Zugehörige Betriebe
Zum Kombinat gehörten die folgenden Betriebe: 
- VEB Fischfang Rostock; (Stammbetrieb)
- VEB Absatzorganisation der Fischwirtschaft
- VEB Blechverpackungswerk Stralsund
- VEB Delicat Pirna-Elbe
- VEB Feinkostfabrik Erfurt
- VEB Fischfang Saßnitz
- VEB Fischhandel Berlin
- VEAHB Fischimpex
- VEB Fischindustrie Magdeburg
- VEB Fischverarbeitung Barth
- VEB Fischverarbeitung Guben
- VEB Fischverarbeitung Schwaan
- VEB Fischwarenfabrikation Plauen
- VEB Fischwerk Saßnitz
- VEB Ingenieurbüro für Rationalisierung der Fischwirtschaft Stralsund
- Institut für Hochseefischerei und Fischverarbeitung
- VEB Metallbearbeitung Rostock
- VEB Metallverarbeitung Richtenberg
- VEB Michel Leipzig